# Tolmerus paganus
Tolmerus paganus là một loài ruồi trong họ Asilidae. Tolmerus paganus được Becker miêu tả năm 1923.